# Isosicyonis striata
Isosicyonis striata is een zeeanemonensoort uit de familie Actiniidae. De anemoon komt uit het geslacht Isosicyonis. Isosicyonis striata werd in 2008 voor het eerst wetenschappelijk beschreven door Rodríguez & López-González. 